# Torin’s Passage
Torin’s Passage (рус. Странствия То́рина) — компьютерная игра 1995 года в жанре квеста от студии Sierra Entertainment.

## Сюжет

### Вступительный ролик.
Игра повествует о юноше по имени Торин. Торин живёт вместе с родителями и своим питомцем Бугл (Boogle) на ферме. Ему надоела обычная жизнь и он хочет перемен. Как вдруг появляется злая волшебница и похищает его родителей. Прибежав к дому он встречает неизвестного старика, который рассказывает ему, что эта похитительница не кто иная, как Лисентия — злая волшебница из низких сфер. Торин решает отправиться в низкие сферы, найти Лисентию и найти своих родителей, чего бы это ему не стоило.

### Глава 1.Горные сферы.
Торин отправляется к горам и видит непонятное здание в котором проживает старик. Узнав, что стражник ждёт своего сменщика, герой притворяется, что он сменщик. К счастью для Торина дедушка только что его забыл и думает что видит в первый раз. Пройдя внутрь он требует еду, а поскольку Торин является его сменщиком, то по военным обычаям сменщик должен накормить сменяемого. В начале идёт ягодный сок, потом слигетти и торфтели и пирог из корня. Собрав всё это по очереди и не без помощи Буги, Торин накормил старого стражника и тот показал где находится некий фенокристалл позволяющий отправиться в низкие сферы. Решив небольшую загадку и взяв собой на запас порошка эресдии Торин отправляется в следующий мир.

## Персонажи
- Торин — молодой человек, отважный и ловкий. Родителей которого похитила Лисентия. На самом деле сын короля и королевы Горных сфер.
- Бугл (Boogle) — питомец Торина странное фиолетовое существо напоминающее смесь собаки и кошки. Способен принимать формы предметов которые видел. После того как Торин вместе с ним попадает в Помрачение и Торина сажают в тюрьму, Бугл похищает Большелап.
- Преступень — дядя Торина, убил его настоящих родителей и пытался убить его, однако мальчик был спасён Лисентией. Именно он подсказал Торину где найти Лисентию замаскировавшись под путника.
- Лисентия — няня Торина, когда тот был младенцем. Спасла его от злых чар Преступня. В итоге стала козлом отпущения, так как была обвинена в смерти родителей наследника и пропаже его самого.
- Лина — принцесса Рубежа. Вероятнее всего не настоящая дочь Руперта и Ди поскольку является человеком. Торин спасает её из плена лилипутов в Лилипутии и сразу же влюбляется в неё. Она отвечает взаимностью. После того как они добираются до фенокристалла Торин отправляет её в Рубеж, а сам продолжает свой путь.

### Второстепенные

#### Горные сферы
- Стражник — старичок, проживающий в сторожке в Горных сферах. Страдает маразмом ввиду чего постоянно забывает Торина. Это позволяет герою разузнать про сменщика и обмануть стражника поскольку тот ждёт сменщика, а он не приходит. Правда сменщик опоздал на пятнадцать лет. А так как сменщик должен приготовить своему сменяемому обед то Торину приходится накормить его тем, что он хочет.
- Улит и Улита— две улитки которые хотят участвовать в канавской олимпиаде, но для этого им необходим самый большой лист. Уговаривают осьмикрока дать Торину немного тины.

#### Рубеж
- Руперт — король Рубежа и муж Ди. Добродушен и эксцентричен, постоянно не слышит ругательства от Ди.
- Ди — королева Рубежа и жена Руперта. Нервна и раздражительна. Передает Торину медальон с фотографиями для того, чтобы при встрече с Линой передать ей его.
- Миссис Свинсон — домохозяйка в доме, жена Харли Свинсона и мать Бобби Свинсона. Рассказывает Торину, что королевская семья не пригласила их семью на бал.
- Бобби Свинсон — сын Харли Свинсона и Миссис Свинсон. Маленький хулиган. Торин может пожать ему руку, но тогда Миссис Свинсон обругает Торина и пригрозит ему что вызовет полицию.
- Харли Свинсон — глава семьи Свинсонов, муж Миссис Свинсон и отец Бобби Свинсона. Молчалив. Если Торин попытается поздороваться с ним, то тот ничего не ответит.
- Ливер — одна из голов двухголового стервятника. Интеллигент.
- Потрох — одна из голов двухголового стервятника. Груб и нахален.
- Сэм и Макс — два скунса которые преграждают Торину путь в пещере, в правом утёсе.
- Сидень — мыслитель. Жалуется на боль из-за того, что сидит на плитке. Торин помогает ему, отдав мягкую подушку для сидения.

#### Лилипутия
- Сметана — лидер лилипутов.

#### Помрачение
- Судья
- Багз Банни
- Полицейский
- Звукооператор

## Отсылки и пасхалки
Семейка Свинсонов очень отчётливо напоминает знаменитый мультсериал «Симпсоны».

## Оценки
| Иноязычные издания | Иноязычные издания |
| Издание            | Оценка             |
| ------------------ | ------------------ |
| CGW                | [ 1 ]              |
| PC Gamer (US)      | 79 %               |
| PC Magazine        | [ 3 ]              |
| PC Games           | A−                 |